# Aéroport de Nantong Xingdong
L'aéroport de Nantong Xingdong (chinois : 南通兴东机场) (code IATA : NTG • code OACI : ZSNT) est un aéroport desservant la ville de Nantong , dans la Province de Jiangsu, en Chine. Il est situé dans la ville de Xingdong dans le District de Tongzhou, à 9,8 kilomètres au nord-est de Nantong et 120 kilomètres de Shanghai. La construction a commencé en 1990 et les vols ont commencé en 1993. En 2010, l'aéroport l'aéroport a accueilli 271440 de  passagers et 5 870 tonnes de fret.

## Compagnies aériennes et destinations

### Passagers
| Compagnies              | Destinations |
| ----------------------- | --- |
| Air China               | Pékin-Capitale |
| China Southern Airlines | Canton-Baiyun |
| Donghai Airlines        | Qingdao-Jiaodong |
| Kunming Airlines        | Chongqing-Jiangbei, Kunming-Changshui |
| Shenzhen Airlines       | - Changsha, - Dalian-Zhoushuizi, - Canton-Baiyun, - Guilin-Liangjiang, - Harbin Taiping, - Jeju, - Nagoya-Chūbu, - Osaka-Kansai, - Qingdao-Jiaodong, - Shenyang, - Shenzhen-Bao'an, - Taïwan-Taoyuan, - Xiamen-Gaoqi, - Xi'an-Xianyang |
| Sichuan Airlines        | Chengdu-Shuangliu, Wuhan |
| XiamenAir               | Tianjin Binhai, Xiamen-Gaoqi |

Édité le 11/04/2018